# Maria van Oldenbarnevelt
Maria van Oldenbarnevelt , född 1580, död 1657, var en nederländsk hovdam. Hon var hovdam hos drottning Elisabet Stuart av Böhmen. 
Hon var dotter till Johan van Oldenbarnevelt (1547-1619) och Maria van Utrecht (ca. 1551-1629) och gifte sig 1603 med Cornelis van der Mijle (1578-1642). Hon tillhörde genom både födsel och giftermål det nederländska hovkretsarna. Efter sin fars avrättning 1619 förvisades familjen från Haag. De var en tid värdpar åt den avsatta kungen och drottningen av Böhmen, och Maria blev hovdam och personlig vän till Elisabet. Som Elisabets gunstling och personliga förtrogna har hon omtalats i historien och samtida beskrivningar. 